# 克里斯蒂娜·古瓦切尔
克里斯蒂娜·古瓦切尔（法語：Christine Goitschel，1944年6月9日—），法国女子高山滑雪运动员。她曾代表法国参加1964年冬季奥林匹克运动会高山滑雪比赛，获得一枚金牌和一枚银牌。

## 家庭
妹妹玛丽耶勒·古瓦切尔。